# لويز كوكرين
لويز كوكرين (بالإنجليزية: Louise Cochrane)‏ هي منتجة تلفزيونية أمريكية، ولدت في 22 ديسمبر 1918 في نيويورك في الولايات المتحدة، وتوفيت في 13 فبراير 2012.